# Військовий фургон
«Військовий фургон» (англ. «The War Wagon») — американський вестерн 1967 року. У головних ролях — Джон Вейн та Кірк Дуглас та Говард Кіл.

## Сюжет
Дія розгортається у 1870-х роках. Звільнений із в'язниці Тоу Джексон намагається відплатити за наклеп багатію Френку Пірсу. Він вирішує захопити величезний військовий фургон, в якому Пірс перевозитиме пів мільйона доларів у золотих зливках. Тоу заручається підтримкою колишнього найманця Пірса, Ломакса; водія фургонів Веса Флетчера; п'янички Біллі Гаятта та індіанця Леві «Гуляючого Ведмедя». Пірс намагається повернути Ломакса до себе, але той вбачає більший прибуток в грабіжництві. Із допомогою місцевих індіанців Тоу Джексон починає втілювати свій план у життя…

## У ролях
- Джон Вейн — Тоу Джексон
- Кірк Дуглас — Ломакс
- Говард Кіл — Леві
- Роберт Волкер-молодший — Біллі Гаятт
- Кінен Вінн — Вес Флетчер
- Брюс Кебот — Френк Пірс
- Джоанна Барнс — Лола
- Валора Ноланд — Кейт Флетчер
- Брюс Дерн — Хаммонд
- Террі Вілсон — шеріф Страйк